# Josef Ditzen
Josef Ditzen (* 30. Dezember 1862 in Düsseldorf; † 7. März 1931 in Andernach) war ein deutscher Zeitungsverleger.

## Biografie
Ditzen war der Sohn eines Kaufmanns. Er studierte Jura und Philosophie an der Universität Bonn, der Universität Marburg und der Universität Jena. Danach arbeitete er als Redakteur beim Duisburger General-Anzeiger. 1889 wurde er Chefredakteur der Provinzial-Zeitung in Geestemünde.
1895 gründete er mit anderen Partnern für den Unterweserraum  die Nordwestdeutsche-Zeitung in Bremerhaven. Ditzen war ab 1895 auch Chefredakteur der Zeitung. Er war politisch liberal eingestellt und so richtete er seine Zeitung auch als überparteiliche und liberale Zeitung aus. Daneben bestand von 1866 bis 1901 die Nordsee-Zeitung in Geestemünde.
Bekannt wurde die Zeitung in Deutschland, als sie die so genannte Hunnenrede, die Kaiser Wilhelm II. am 27. Juli 1900 in Bremerhaven bei der Verabschiedung des deutschen Ostasiatischen Expeditionskorps zur Niederschlagung des Boxeraufstandes im Kaiserreich China hielt, wortwörtlich veröffentlichte. Diese Rede löste eine erhebliche Kritik International und im Deutschen Reich aus.
Nach dem Tode Ditzens übernahm 1931 sein einziger Sohn Kurt Ditzen den Verlag und die Zeitung.